# Ampelion rufaxilla
El cotinga cresticastaño o cresticastaña (en Ecuador) (Ampelion rufaxilla), también denominado cotinga alirrufa (en Colombia), o cotinga de cresta castaña (en Perú), es una especie de ave paseriforme de la familia Cotingidae, una de las dos pertenecientes al género Ampelion. Es nativo de regiones andina de América del Sur.

## Distribución y hábitat
Las dos subespecies se distribuyen respectivamente en los Andes de Colombia (cadena occidental en Valle del Cauca y Cauca, y cadena central al sur hasta Huila) y, probablemente, en el extremo norte de Ecuador (oeste de Sucumbíos); y en los Andes del extremo sur de Ecuador (sur de Zamora Chinchipe), Perú, y Bolivia (La Paz, Cochabamba).
Esta especie es considerada rara a poco común y aparentemente local, en su hábitat natural, el dosel y los bordes del bosque de montaña, entre los 1750 y 2700 m de altitud.

## Descripción
Mide 20,5 a 21 cm de longitud. Presenta pico azul grisáceo con punta negra. Iris rojo. La corona es negruzca, con cresta nucal de plumas color castaño brillante. Mejillas, cuello y garganta color canela rufo; dorso gris oliváceo; hombros castaños brillantes; alas y cola negruzcas. La parte superior del pecho es gris, el resto y el vientre amarillo verdoso viche, con rayas negruzcas.

## Sistemática

### Descripción original
La especie A. rufaxilla  fue descrita por primera vez por el naturalista suizo Johann Jakob von Tschudi en 1844 bajo el nombre científico Ampelis rufaxilla; la localidad tipo es «valle de Vitoc, Junín, Perú».

### Etimología
El nombre genérico masculino «Ampelion» deriva del griego «ampeliōn, ampeliōnos», un pequeño pájaro desconocido mencionado por Dionisio, o del latín «ampelion, ampelionis», un pájaro desconocido, identificado de forma variada; y el nombre de la especie «rufaxilla», proviene del latín «rufus» que significa ‘rufo’, y «axilla» que significa ‘axila’.

### Taxonomía
La subespecie norteña antioquiae se diferencia muy pobremente y tal vez no sea diagnosticable.

### Subespecies
Según las clasificaciones del Congreso Ornitológico Internacional (IOC) y Clements Checklist/eBird, se reconocen dos subespecies, con su correspondiente distribución geográfica:
- Ampelion rufaxilla antioquiae (Chapman, 1924) – Andes de Colombia (cadena occidental en Valle y Cauca, y cadena central hacia el sur hasta Huila) y probablemente extremo norte de Ecuador (oeste de Sucumbíos).
- Ampelion rufaxilla rufaxilla (Tschudi, 1844) – Andes del extremo sur de Ecuador (sur de Zamora Chinchipe), Perú, y Bolivia (La Paz, Cochabamba).